# دیوار (فیلم)
دیوار (انگلیسی: Duvar) یک فیلم درام ترکیه‌ای به کارگردانی ییلماز گونی است که در سال ۱۹۸۳ منتشر شد. این فیلم در جشنواره فیلم کن ۱۹۸۳ به نمایش درآمد. از بازیگران آن می‌توان به تونجل کورتیز اشاره کرد.